# Geschützter Landschaftsbestandteil Stillgewässer Kuhlerkamp

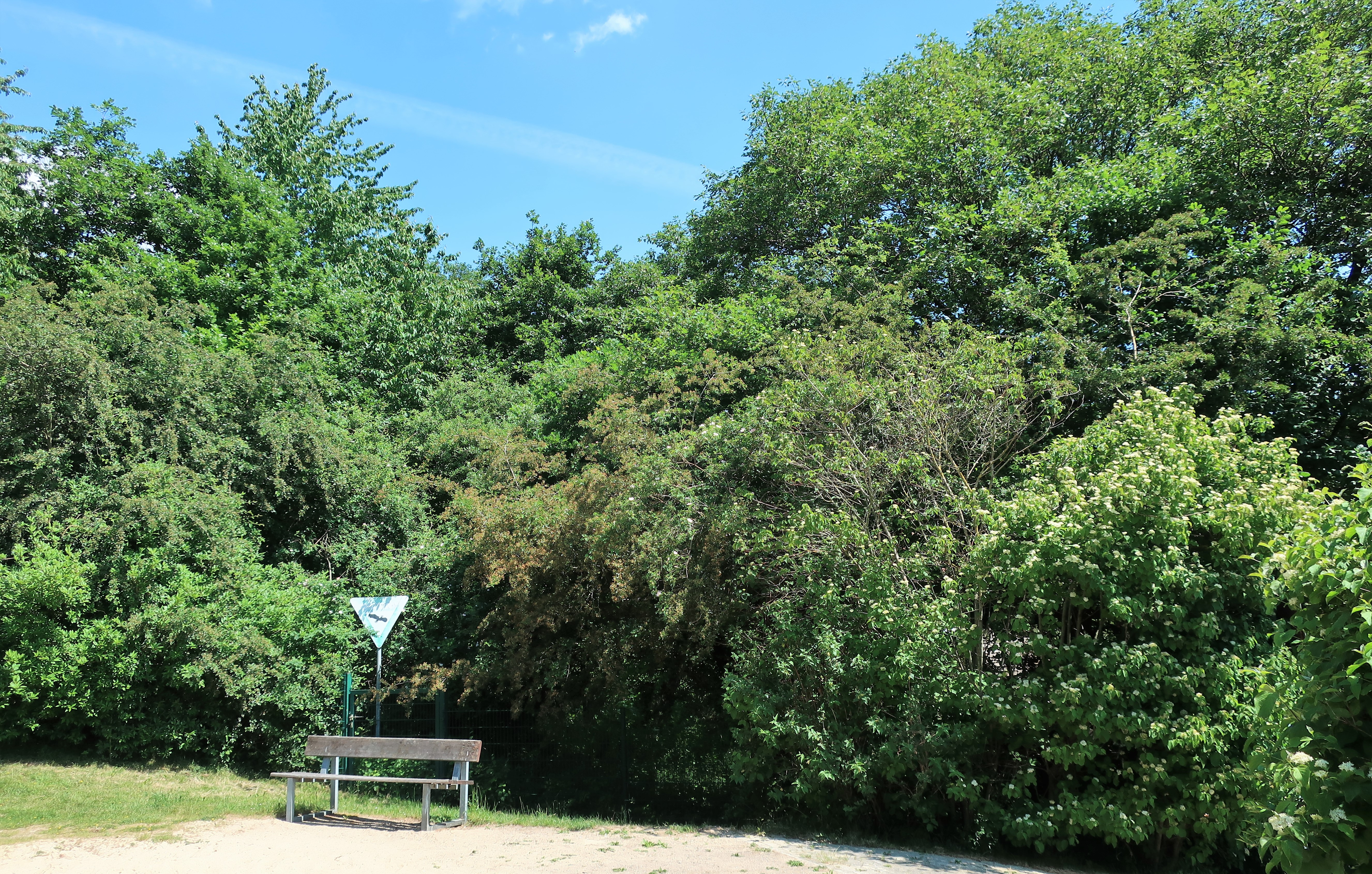
Geschützter Landschaftsbestandteil Stillgewässer Kuhlerkamp

Der Geschützte Landschaftsbestandteil Stillgewässer Kuhlerkamp mit einer Flächengröße von 0,05 ha liegt auf dem Gebiet der kreisfreien Stadt Hagen in Nordrhein-Westfalen. Der LB wurde 1994 mit dem Landschaftsplan der Stadt Hagen vom Stadtrat von Hagen ausgewiesen.

## Beschreibung
Beschreibung im Landschaftsplan: „Der Landschaftsbestandteil liegt westlich der Margarethenstraße bei Kuhlerkamp. Es handelt sich um ein Stillgewässer.“

## Schutzzweck
Laut Landschaftsplan erfolgte die Ausweisung „zur Sicherung der Leistungsfähigkeit des Naturhaushalts durch Erhalt eines Lebensraumes, insbesondere für die charakteristischen Tier- und Pflanzenarten der Stillgewässer und Sumpfzonen und zur Belebung und Gliederung des Landschaftsbildes durch Sicherung eines Feuchtbiotops in Siedlungsnähe.“